# NIO ET9
NIO ET9 – elektryczny samochód osobowy klasy wyższej produkowany pod chińską marką NIO od 2025 roku.

## Historia i opis modelu

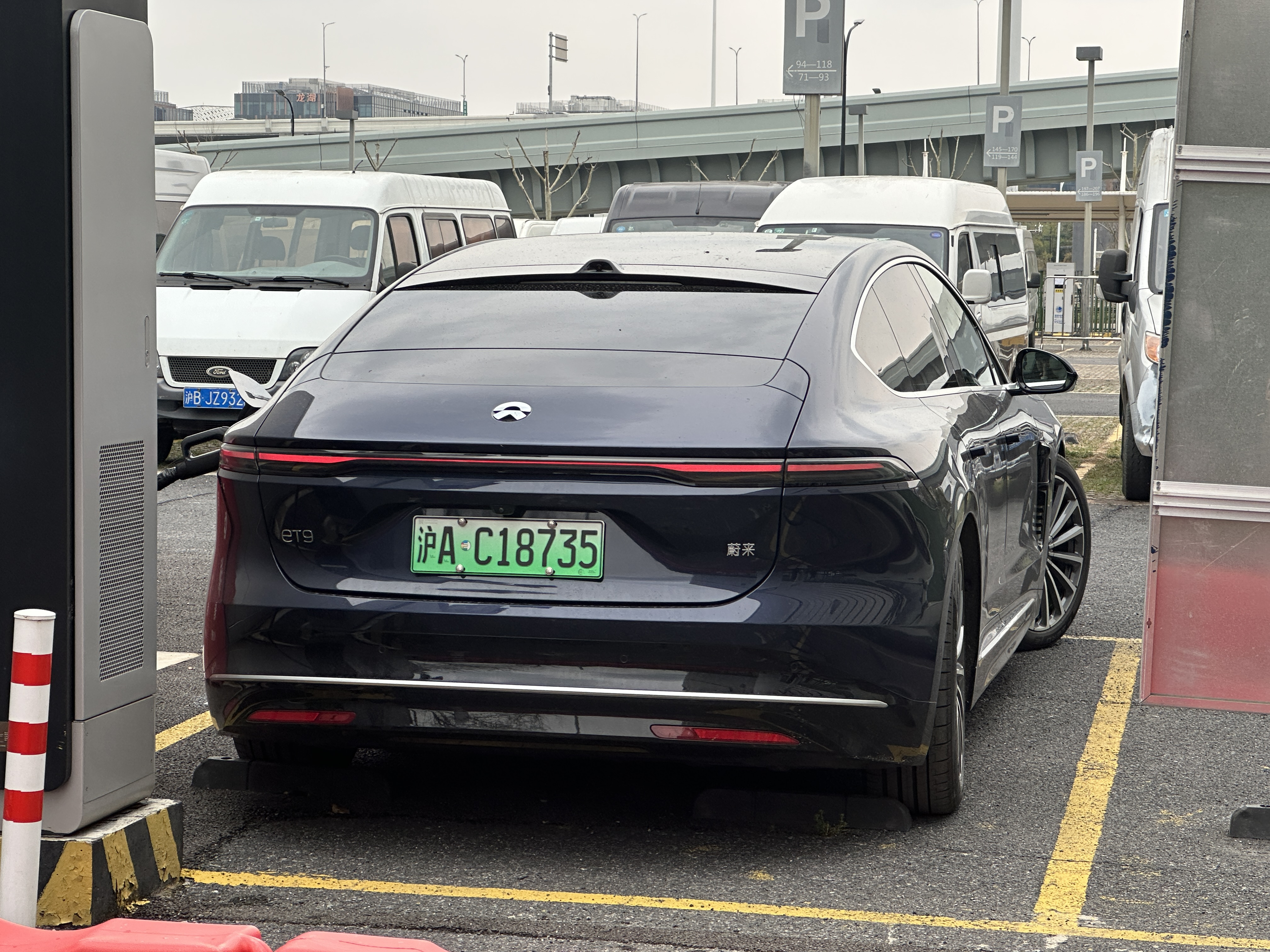
NIO ET9 - tył

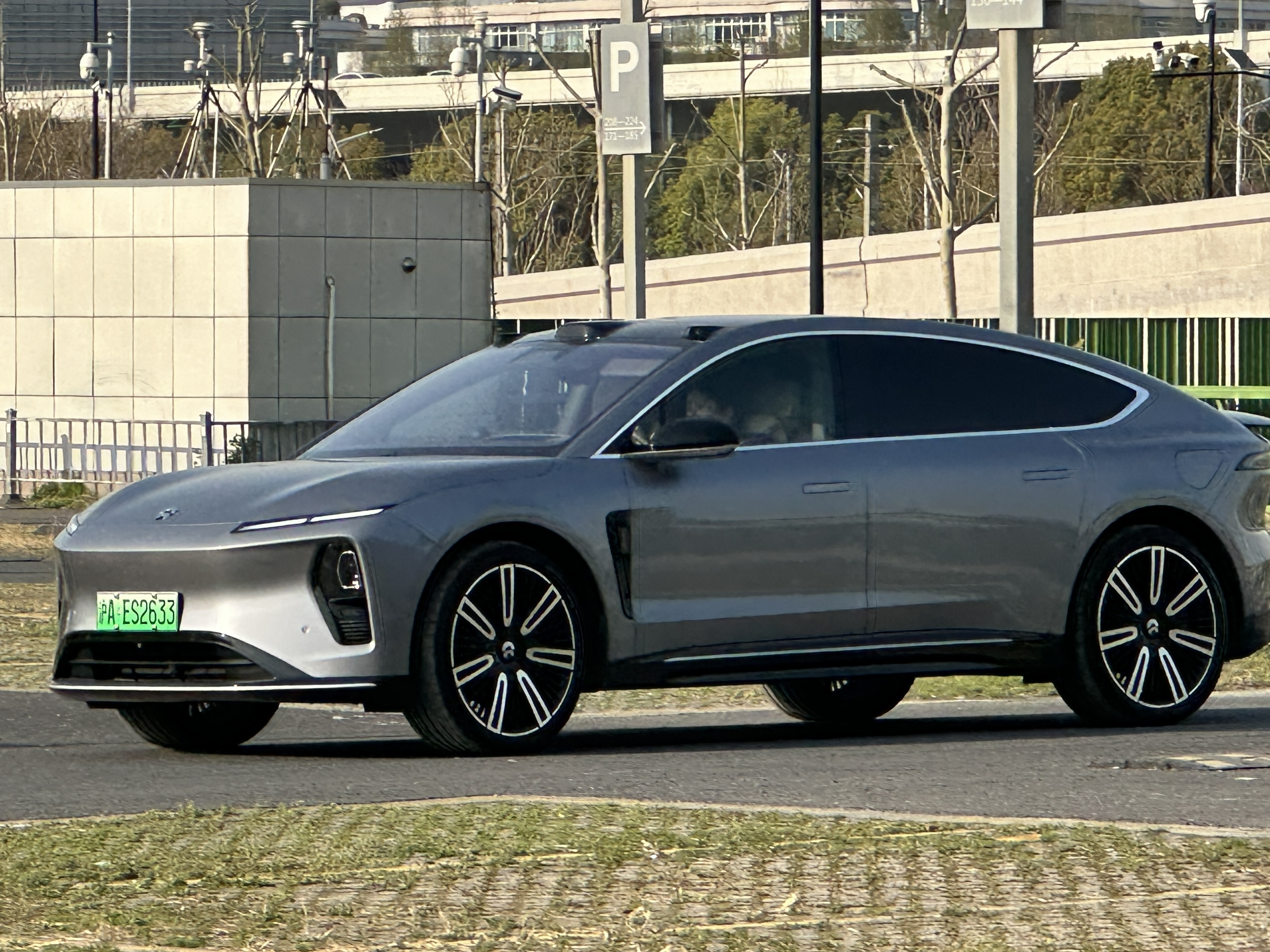
NIO ET9 w ruchu

Podczas corocznego wydarzenia NIO Day 23 grudnia 2023 chińska firma przedstawiła trzecią i zarazem największą oraz najbardziej luksusową limuzynę w swojej gamie. Flagowe ET9, wzorem mniejszego ET5 i ET7, przyjęło postać smukłego fastbacka de facto będącego klasycznym 4-drzwiowym sedanem. Samochód promowano jako przełomową konstrukcję dla NIO m.in. z racji zastosowania w nim rozwiązań, które chińskie przedsiębiorstwo zabezpieczyo łąznie 525 patentami.
Pas przedni przyozdobiły wąskie, dwurzędowe reflektory i szpiczasty zderzak, z kolei tylną część nadwozia zwieńczył chowany spojler i wąska listwa świetlna. Linię boczną zdominowała obszerna powierzchnia szyb, a także chowane klamki. Kabina pasażerska utrzymana została w luksusowej aranżacji, nawiązującej do samolotowej pierwszej klasy, z przeszklonym dachem przedzielonym pasem nastrojowego oświetlenia, a także 4 dedykowanymi siedziskami. Z tyłu fotele otrzymały dodatkową regulację, także chowane stoliki i dodatkowe 14,5 calowe ekrany AMOLED. Z przodu kierownica została spłaszczona do kształtu owalu, z kolei centralny dotykowy ekran systemu multimedialnego zyskał przekątną 15,6 cala.
ET9 zostało pierwszym modelem firmy NIO wyposażony w rozbudowany system pneumatycznego zawieszenia SkyRide. Łączy się to z systemem tylnej skrętnej osi, a także ułatwiającego manewry "SteerByWire" pozbawionego fizycznego połączenia między kierownicą a przednią osią.

### Sprzedaż
NIO ET9 powstało głównie z myślą o wewnętrznym rynku chińskim, gdzie cena podstawowego egzemplarza została określona na 800 tysięcy juanów. Zbieranie zamówień rozpoczęto tuż po premierze z końcem grudnia 2023, z kolei dostawy pierwszych egzemplarzy do nabywców wraz z uruchomieniem seryjnej produkcji wyznaczono na pierwszy kwartał 2025 roku.

### Dane techniczne
ET9 jest samochodem w pełni elektrycznym z napędem AWD, który tworzą dwa silniki po jeden przy każdej z osi: 245-konny z przodu i 462-konny z tyłu. Rozwijają one łącznie 707 KM, z kolei akumulator otrzymał pojemność 120 kWh. Nowatorskim rozwiązaniem stała się rekordowa wśród wówczas dostępnych na rynku samochodów elektrycznych prędkość ładowania równa 600 kW, co było możliwe dzięki wykorzystaniu architektury 800V. W ten sposób, w ciągu 5 minut samochód może zyskać do 255 kilometrów zasięgu, a poza tradycyjnym ładowaniem ET9 obsługuje typową dla wszystkich produktów NIO technologię wymiany akumulatorów na dedykowanych stacjach.